# Wes Clark
Wesley Lavert Clark, detto Wes (Detroit, 12 dicembre 1994), è un cestista statunitense.